# Parque nacional Saslaya
El parque nacional Saslaya  es un parque ubicado al este del departamento de Jinotega, norte de Nicaragua. El mismo fue creado en 1971, y tiene una extensión de 631 km² y forma parte de la Reserva Natural Bosawás.
Se trata de un macizo montañoso de una geología fuertemente accidentada, con numerosos ríos que nacen o se nutren de las aguas de estas montañas. La variación altitudinal que se da en la zona protegida permite que se dé un escalonamiento de especies, según varían las condiciones de temperatura, humedad y suelos.

## Flora
Es característico del parque el árbol de caoba (Swietenia macrophylla), cuya madera es muy valorada. La vegetación del bosque tropical comprende especies de árboles de grandes dimensiones tales como el cedro (Cedrela sp.), nogal (Juglans olanchana), palo rosa. También abunda la ceiba (Ceiba pentandra), el bambú, el caucho (Hevea sp.), el chicle y el denominado comanegro.
En aquellas porciones de bosque nublado se destacan Cornus densiflora, Quercus sp. y Podocarpus oleifolius, además de helechos arborescentes, bromelias, aráceas y orquídeas.

## Fauna
La zona es un punto de convergencia de fauna de Norte y Sudamérica y posee una enorme riqueza en organismos tanto invertebrados como vertebrados. La selva tropical es el bioma más rico del planeta y se estima que en la zona se encuentra el 13% de las especies conocidas. Se han encontrado 200 especies de animales vertebrados e invertebrados. En a zona existen colonias de quetzales significativas numéricamente en Mesoamérica. En referencia a la avifauna se encuentra presente una de las águilas más grandes del mundo, el águila harpía (Harpya harpija); así mismo hay una población definida de guacamayas escarlata (Ara macao). También están los principales depredadores (puma y jaguar) y el herbívoro más grande de Mesoamérica, el tapir o danto. La entomofauna está todavía bastante inexplorada. Se calcula grosso modo la existencia de 100.000 a 200.000 especies de insectos.

## Amenaza
Se ha reportado que el parque se encuentra amenazado por la presión que ejercen numerosos colonos que invaden el parque. Al respecto se ha indicado que en el periodo 2000 al 2012 unas 9300 hectáreas de bosques fueron arrasadas, según indicó la Secretaría Técnica del Marena.